# Чорногорія на літніх Олімпійських іграх 2020
Чорногорію на літніх Олімпійських іграх 2020 у Токіо представляли тридцять чотири спортсмени (16 чоловіків та 18 жінок) у семи видах спорту — легка атлетика, гандбол, дзюдо, вітрильний спорт, стрільба, плавання та водне поло. Прапороносцями на церемонії відкриття Олімпіади були гандболістка Йованка Радичевич і ватерполіст Драшко Бргулян, а на церемонії закриття — ватерполіст Душан Маткович.
Чорногорія, як незалежна держава, вчетверте взяла участь в літніх Олімпійських іграх. Чорногорські спортсмени не здобули жодної медалі.

## Спортсмени
| Вид спорту       | Чоловіки | Жінки | Загалом |
| ---------------- | -------- | ----- | ------- |
| Легка атлетика   | 1        | 1     | 2       |
| Гандбол          | 0        | 14    | 14      |
| Дзюдо            | 0        | 1     | 1       |
| Вітрильний спорт | 1        | 0     | 1       |
| Стрільба         | 0        | 1     | 1       |
| Плавання         | 1        | 1     | 2       |
| Водне поло       | 12       | 0     | 12      |
| Загалом          | 15       | 18    | 33      |

## Вітрильний спорт
| Спортсмен     | Дисципліна | Рейс | Рейс | Рейс | Рейс | Рейс | Рейс | Рейс | Рейс | Рейс | Рейс | Рейс | Бали | Фінальний залік |
| Спортсмен     | Дисципліна | 1    | 2    | 3    | 4    | 5    | 6    | 7    | 8    | 9    | 10   | M*   | Бали | Фінальний залік |
| ------------- | ---------- | ---- | ---- | ---- | ---- | ---- | ---- | ---- | ---- | ---- | ---- | ---- | ---- | --------------- |
| Мілівой Дукич | Лазер      | 29   | 1    | 12   | 26   | 5    | 11   | 15   | 27   | 26   | 14   | EL   | 137  | 17              |

## Водне поло

### Чоловічий турнір
| Груповий етап      | Груповий етап      | Груповий етап      | Груповий етап      | Груповий етап      | Груповий етап | Чвертьфінал        | Бій за 5-8 місце   | Бій за 7 місце     | Бій за 7 місце |
| Суперник Результат | Суперник Результат | Суперник Результат | Суперник Результат | Суперник Результат | Місце         | Суперник Результат | Суперник Результат | Суперник Результат | Місце          |
| ------------------ | ------------------ | ------------------ | ------------------ | ------------------ | ------------- | ------------------ | ------------------ | ------------------ | -------------- |
| Австралія W 15–10  | Іспанія L 6–8      | Хорватія L 8–13    | Казахстан W 19–12  | Сербія L 6–13      | 4 QF          | Греція L 4–10      | Хорватія L 10–12   | Італія L 17-18     | 8              |

Група B
| Поз | Команда    | І | В | Н | П | ГЗ | ГП | РГ  | О  | Кваліфікація |
| --- | ---------- | - | - | - | - | -- | -- | --- | -- | ------------ |
| 1   | Іспанія    | 5 | 5 | 0 | 0 | 61 | 31 | +30 | 10 | Чвертьфінал  |
| 2   | Хорватія   | 5 | 3 | 0 | 2 | 62 | 46 | +16 | 6  | Чвертьфінал  |
| 3   | Сербія     | 5 | 3 | 0 | 2 | 70 | 46 | +24 | 6  | Чвертьфінал  |
| 4   | Чорногорія | 5 | 2 | 0 | 3 | 54 | 56 | −2  | 4  | Чвертьфінал  |
| 5   | Австралія  | 5 | 2 | 0 | 3 | 49 | 60 | −11 | 4  |              |
| 6   | Казахстан  | 5 | 0 | 0 | 5 | 35 | 92 | −57 | 0  |              |

| 25 липня 2021 15:30 | Протокол | Австралія                                | 10 – 15 | Чорногорія | Токійський плавальний центр Тацумі, Токіо |
| 25 липня 2021 15:30 | Протокол | Рахунок за періодами: 5-4, 2-2, 1-4, 2-5 |         |            | Токійський плавальний центр Тацумі, Токіо |
| 25 липня 2021 15:30 | Протокол | Кемпбелл 3                               | Голів   | Укропіна 4 | Токійський плавальний центр Тацумі, Токіо |

| 27 липня 2021 11:30 | Протокол | Чорногорія                               | 6 – 8 | Іспанія       | Токійський плавальний центр Тацумі, Токіо |
| 27 липня 2021 11:30 | Протокол | Рахунок за періодами: 2-3, 1-2, 2-2, 1-1 |       |               | Токійський плавальний центр Тацумі, Токіо |
| 27 липня 2021 11:30 | Протокол | Маткович 3                               | Голів | 3 гравці по 2 | Токійський плавальний центр Тацумі, Токіо |

| 29 липня 2021 15:30 | Протокол | Хорватія                                 | 13 – 8 | Чорногорія    | Токійський плавальний центр Тацумі, Токіо |
| 29 липня 2021 15:30 | Протокол | Рахунок за періодами: 1-1, 6-4, 4-3, 2-0 |        |               | Токійський плавальний центр Тацумі, Токіо |
| 29 липня 2021 15:30 | Протокол | Фатович 3                                | Голів  | 3 гравці по 2 | Токійський плавальний центр Тацумі, Токіо |

| 31 липня 2021 10:00 | Протокол | Чорногорія                               | 19 – 12 | Казахстан | Токійський плавальний центр Тацумі, Токіо |
| 31 липня 2021 10:00 | Протокол | Рахунок за періодами: 5-3, 6-3, 3-3, 5-3 |         |           | Токійський плавальний центр Тацумі, Токіо |
| 31 липня 2021 10:00 | Протокол | 3 гравці по 4                            | Голів   | Рудай 3   | Токійський плавальний центр Тацумі, Токіо |

| 2 серпня 2021 14:00 | Протокол | Сербія                                   | 13 – 6 | Чорногорія | Токійський плавальний центр Тацумі, Токіо |
| 2 серпня 2021 14:00 | Протокол | Рахунок за періодами: 6-1, 2-1, 3-2, 2-2 |        |            | Токійський плавальний центр Тацумі, Токіо |
| 2 серпня 2021 14:00 | Протокол | Філіпович 3                              | Голів  | Івович 3   | Токійський плавальний центр Тацумі, Токіо |

Чвертьфінал
| 4 серпня 2021 15:30 | Протокол | Греція                                   | 10 – 4 | Чорногорія | Токійський плавальний центр Тацумі, Токіо |
| 4 серпня 2021 15:30 | Протокол | Рахунок за періодами: 1–0, 2–1, 3–1, 4–2 |        |            | Токійський плавальний центр Тацумі, Токіо |
| 4 серпня 2021 15:30 | Протокол | Генідуніас 5                             | Голів  | Івович 2   | Токійський плавальний центр Тацумі, Токіо |

Півфінали за 5-8 місця
| 6 серпня 2021 14:00 | Протокол | Чорногорія                               | 10 – 12 | Хорватія    | Токійський плавальний центр Тацумі, Токіо |
| 6 серпня 2021 14:00 | Протокол | Рахунок за періодами: 0–1, 4–5, 3–3, 3–3 |         |             | Токійський плавальний центр Тацумі, Токіо |
| 6 серпня 2021 14:00 | Протокол | Івович 3                                 | Голів   | Вукічевич 3 | Токійський плавальний центр Тацумі, Токіо |

Матч за 7-е місце
| 8 серпня 2021 09:30 | Протокол | Чорногорія                                             | 14 – 14 | Італія    | Токійський плавальний центр Тацумі, Токіо |
| 8 серпня 2021 09:30 | Протокол | Рахунок за періодами: 2–3, 5–4, 4–5, 3–2 Пенальті: 3–4 |         |           | Токійський плавальний центр Тацумі, Токіо |
| 8 серпня 2021 09:30 | Протокол | Івович 6                                               | Голів   | Велотто 5 | Токійський плавальний центр Тацумі, Токіо |

## Гандбол

### Жіночий турнір
Склад команди
Головний тренер: Бояна Попович
| №  | Поз. | Ім'я              | Дата народження (вік)           | Зріст  | Ігри | Голи | Клуб              |
| -- | ---- | ----------------- | ------------------------------- | ------ | ---- | ---- | ----------------- |
| 1  | GK   | Марина Райчич     | 24 серпня 1993 (вік 27 років)   | 1.78 m | 119  | 2    | Kastamonu         |
| 4  | RW   | Йованка Радичевич | 23 жовтня 1986 (вік 34 роки)    | 1.69 m | 169  | 935  | Kastamonu         |
| 9  | LB   | Джурдина Явкович  | 24 лютого 1997 (вік 24 роки)    | 1.85 m | 74   | 250  | Brest Bretagne    |
| 10 | CB   | Матея Плетикович  | 24 квітня 1998 (вік 23 роки)    | 1.69 m | 10   | 5    | RK Krim           |
| 12 | GK   | Анастасія Бабович | 13 грудня 2000 (вік 20 років)   | 1.78 m | 11   | 1    | ŽRK Budućnost     |
| 13 | LW   | Діяна Мугоша      | 22 жовтня 1995 (вік 25 років)   | 1.67 m | 24   | 12   | RK Podravka       |
| 15 | RB   | Андрея Кликовач   | 5 травня 1991 (вік 30 років)    | 1.75 m | 87   | 54   | CSM București     |
| 16 | GK   | Любіца Ненезич    | 15 січня 1997 (вік 24 роки)     | 1.79 m | 37   | 0    | SCM Gloria Buzău  |
| 34 | P    | Татяна Брнович    | 9 листопада 1998 (вік 22 роки)  | 1.84 m | 34   | 59   | ŽRK Budućnost     |
| 55 | LW   | Івона Павичевич   | 21 квітня 1996 (вік 25 років)   | 1.67 m | 42   | 23   | ŽRK Budućnost     |
| 66 | P    | Ема Рамусович     | 28 листопада 1996 (вік 24 роки) | 1.86 m | 68   | 76   | CSM București     |
| 77 | LW   | Майда Мехмедович  | 25 травня 1990 (вік 31 рік)     | 1.69 m | 128  | 347  | Kastamonu         |
| 80 | LB   | Єлена Деспотович  | 30 квітня 1994 (вік 27 років)   | 1.83 m | 88   | 113  | Győri Audi ETO KC |
| 96 | CB   | Ітана Грбич       | 1 вересня 1996 (вік 24 роки)    | 1.69 m | 59   | 72   | ŽRK Budućnost     |
| 97 | P    | Ніколіна Вукчевич | 28 липня 2000 (вік 20 років)    | 1.79 m | 13   | 5    | ŽRK Budućnost     |

Груповий етап
Група A
| Поз | Команда        | І | В | Н | П | ГЗ  | ГП  | РГ  | О  | Кваліфікація |
| --- | -------------- | - | - | - | - | --- | --- | --- | -- | ------------ |
| 1   | Норвегія       | 5 | 5 | 0 | 0 | 170 | 123 | +47 | 10 | Чвертьфінали |
| 2   | Нідерланди     | 5 | 4 | 0 | 1 | 169 | 143 | +26 | 8  | Чвертьфінали |
| 3   | Чорногорія     | 5 | 2 | 0 | 3 | 139 | 142 | −3  | 4  | Чвертьфінали |
| 4   | Південна Корея | 5 | 1 | 1 | 3 | 147 | 165 | −18 | 3  | Чвертьфінали |
| 5   | Ангола         | 5 | 1 | 1 | 3 | 130 | 156 | −26 | 3  |              |
| 6   | Японія (H)     | 5 | 1 | 0 | 4 | 124 | 150 | −26 | 2  |              |

1. 1 2  South Korea 31–31 Angola

| 25 липня 2021 14:15 | Чорногорія           | 33–22   | Ангола               | Національна гімназія Йойогі, Токіо Судді: Алпаїдзе, Березкіна Росія |
| 25 липня 2021 14:15 | Йованка Радичевич 12 | (13–12) | Наталія Камаландуа 6 | Національна гімназія Йойогі, Токіо Судді: Алпаїдзе, Березкіна Росія |
| 25 липня 2021 14:15 | 3× 2×                | Report  | 5×                   | Національна гімназія Йойогі, Токіо Судді: Алпаїдзе, Березкіна Росія |

| 27 липня 2021 09:00 | Японія                      | 29–26   | Чорногорія       | Національна гімназія Йойогі, Токіо Судді: Алпаїдзе, Березкіна Росія |
| 27 липня 2021 09:00 | Нозомі Хара, Аяка Ікехара 6 | (14–13) | Татяна Брнович 6 | Національна гімназія Йойогі, Токіо Судді: Алпаїдзе, Березкіна Росія |
| 27 липня 2021 09:00 | 8× 1×                       | Report  | 3× 2×            | Національна гімназія Йойогі, Токіо Судді: Алпаїдзе, Березкіна Росія |

| 29 липня 2021 16:15 | Чорногорія          | 23–35   | Норвегія                   | Національна гімназія Йойогі, Токіо Судді: Бонаветура, Бонавентура Франція |
| 29 липня 2021 16:15 | Йованка Радичевич 6 | (13–13) | Нора Мерк, Генні Рейстад 7 | Національна гімназія Йойогі, Токіо Судді: Бонаветура, Бонавентура Франція |
| 29 липня 2021 16:15 | 3× 2×               | Report  | 3×                         | Національна гімназія Йойогі, Токіо Судді: Бонаветура, Бонавентура Франція |

| 31 липня 2021 11:00 | Чорногорія          | 28–26   | Південна Корея | Національна гімназія Йойогі, Токіо Судді: El-Saied, El-Saied Єгипет |
| 31 липня 2021 11:00 | Йованка Радичевич 6 | (13–11) | Лі Мі Йонг 10  | Національна гімназія Йойогі, Токіо Судді: El-Saied, El-Saied Єгипет |
| 31 липня 2021 11:00 | 4× 2×               | Report  | 3×             | Національна гімназія Йойогі, Токіо Судді: El-Saied, El-Saied Єгипет |

| 2 серпня 2021 19:30 | Нідерланди          | 30–29   | Чорногорія | Національна гімназія Йойогі, Токіо Судді: Fonseca, Santos Португалія |
| 2 серпня 2021 19:30 | Йованка Радичевич 8 | (17–12) |            | Національна гімназія Йойогі, Токіо Судді: Fonseca, Santos Португалія |
| 2 серпня 2021 19:30 | 5× 1×               | Report  | 3× 2×      | Національна гімназія Йойогі, Токіо Судді: Fonseca, Santos Португалія |

Чвертьфінал
| 4 серпня 2021 09:30 | Чорногорія           | 26–32   | ROC              | Національна гімназія Йойогі, Токіо Судді: Kurtagic, Wetterwik Швеція |
| 4 серпня 2021 09:30 | Йованка Радичевич 10 | (15–17) | Анна В'яхірева 8 | Національна гімназія Йойогі, Токіо Судді: Kurtagic, Wetterwik Швеція |
| 4 серпня 2021 09:30 | 1×                   | Report  | 7×               | Національна гімназія Йойогі, Токіо Судді: Kurtagic, Wetterwik Швеція |

## Дзюдо
| Спортсмен      | Дисципліна      | 1/32 фіналу                 | 1/16 фіналу    | Чвертьфінал    | Півфінал       | Фінал          | Фінал      |            |
| Спортсмен      | Дисципліна      | Противник Бали              | Противник Бали | Противник Бали | Противник Бали | Противник Бали | Місце      |            |
| -------------- | --------------- | --------------------------- | -------------- | -------------- | -------------- | -------------- | ---------- | ---------- |
| Йована Пекович | до 78 кг, жінки | Карла Продан (CRO) 0L 00–01 | не пройшла     | не пройшла     | не пройшла     | не пройшла     | не пройшла | не пройшла |

## Легка атлетика
Польові дисципліни
| Спортсмен      | Дисципліна              | Кваліфікація | Кваліфікація | Фінал      | Фінал      |
| Спортсмен      | Дисципліна              | Результат    | Місце        | Результат  | Місце      |
| -------------- | ----------------------- | ------------ | ------------ | ---------- | ---------- |
| Данієл Фуртула | метання диска, чоловіки | 59.93        | 24           | не пройшов | не пройшов |
| Марія Вукович  | стрибки у висоту, жінки | 1.95         | =1 Q         | 1.96       | 9          |

## Плавання
| Спортсмен        | Дисиципліна                     | Гіт     | Гіт   | Півфінал   | Півфінал   | Фінал      | Фінал      |
| Спортсмен        | Дисиципліна                     | Час     | Місце | Час        | Місце      | Час        | Місце      |
| ---------------- | ------------------------------- | ------- | ----- | ---------- | ---------- | ---------- | ---------- |
| Бошко Радулович  | 100 м вільним стилем (чоловіки) | 53.60   | 61    | не пройшов | не пройшов | не пройшов | не пройшов |
| Андела Антунович | 100 м вільним стилем (жінки)    | 1:00.01 | 49    | не пройшла | не пройшла | не пройшла | не пройшла |

## Стрільба
| Спортсмен      | Дисицпліна                          | Кваліфікація | Кваліфікація | Фінал      | Фінал      |
| Спортсмен      | Дисицпліна                          | Бали         | Місце        | Бали       | Мічце      |
| -------------- | ----------------------------------- | ------------ | ------------ | ---------- | ---------- |
| Єлена Пантович | пневматичний пістолет, 10 м (жінки) | 534          | 53           | не пройшла | не пройшла |